# 曾鶴齡

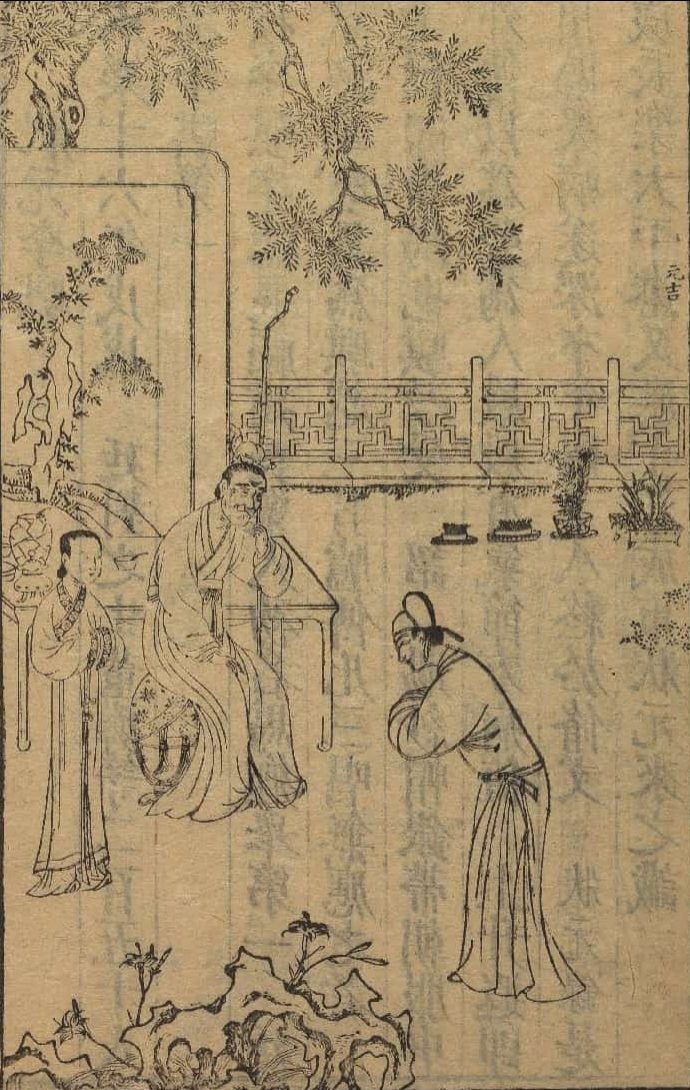
曾鶴齡

曾鹤龄（1383年—1441年），字延年，一字延之，号松波，一号臞叟，江西泰和人。

## 生平
生于明洪武十六年（1383年），永乐十九年（1421年）辛丑科状元，原取劉矩第一名，但因明成祖夢見鶴翼而取曾鶴齡為第一。授翰林院修撰，官至侍讲学士。卒于明正统六年（1441年）。